# Jarremix
Jarremix es el primer álbum de remezclas producido por el músico y compositor francés Jean-Michel Jarre, lanzado el 14 de julio de 1995, con la colaboración de diversos artistas. Contiene remixes lanzados previamente entre 1993 y 1994 a partir del álbum de estudio Chronologie —lanzado el 24 de mayo de 1993—, así como otros remixes inéditos de temas clásicos del francés.
El nombre proviene de la mezcla de las palabras "Jarre" y "Remix", formando juntas "Jarremix". Con posterioridad, Jarre ocupó la misma fórmula para su, también, álbum de remixes Oxymoreworks en 2023.
Participan en este álbum los DJ y músicos: Gat Decor, Sunscreem, Bruno Mylonas, Thierry Leconte, Bruce Keen, Jamie Peter (de la banda Black Girl Rock), Laurent Garnier, y Slam.
El día del lanzamiento de este álbum, 14 de julio de 1995, coincidió con su presentación en vivo "Concert Pour La Tolerance" por el día de la bastilla y el "año de la tolerancia" para la UNESCO, concierto realizado bajo la Torre Eiffel al cual concurrieron más de 1,25 millones de personas.

## Lista de temas
Este álbum tuvo dos ediciones. El lanzamiento original incluía el tema «Oxygene 1» (Laboratoire Mix), remix de Laurent Garnier. Sin embargo, una semana después, el álbum es relanzado sin dicho tema.
| Lista de canciones "Jarremix" (original) |                                          |                                    |          |  |
| N.º                                      | Título                                   | Remix hecho por                    | Duración |  |
| 1.                                       | «Chronologie 6» (Main Mix)               | Gat Decor                          | 8:04     |  |
| 2.                                       | «Chronologie 4» (E-Motion Mix)           | Sunscreem                          | 5:59     |  |
| 3.                                       | «Equinoxe 4» (Deep Mix)                  | Bruno Mylonas, Thierry Leconte     | 4:43     |  |
| 4.                                       | «Chronologie 4» (S x S Mix)              | Sunscreem                          | 6:36     |  |
| 5.                                       | «Revolution, Revolutions» (Oriental Mix) | Bruce Keen, Bruno Mylonas          | 6:45     |  |
| 6.                                       | «Equinoxe 7» (Ambiant Mix)               | Bruce Keen, Bruno Mylonas          | 5:03     |  |
| 7.                                       | «Chronologie 4» (Tribal Trance Mix)      | Jamie Peter / Mezcla por: Al Stone | 5:37     |  |
| 8.                                       | «Oxygene 1» (Laboratoire Mix)            | Laurent Garnier                    | 9:30     |  |
| 9.                                       | «Magnetic Fields 2» (Magnetmix)          | Bruno Mylonas, Thierry Leconte     | 4:10     |  |
| 10.                                      | «Chronologie 6» (Slam Mix 1)             | Slam / Mezcla por: Calum Maclean   | 8:05     |  |
| 11.                                      | «Calypso» (Latino Mix)                   | Bruno Mylonas                      | 7:13     |  |

| Lista de canciones "Jarremix" (relanzamiento) |                                          |                                    |          |  |
| N.º                                           | Título                                   | Remix hecho por                    | Duración |  |
| 1.                                            | «Chronologie 6» (Main Mix)               | Gat Decor                          | 8:04     |  |
| 2.                                            | «Chronologie 4» (E-Motion Mix)           | Sunscreem                          | 5:59     |  |
| 3.                                            | «Equinoxe 4» (Deep Mix)                  | Bruno Mylonas, Thierry Leconte     | 4:43     |  |
| 4.                                            | «Chronologie 4» (S x S Mix)              | Sunscreem                          | 6:36     |  |
| 5.                                            | «Revolution, Revolutions» (Oriental Mix) | Bruce Keen, Bruno Mylonas          | 6:45     |  |
| 6.                                            | «Equinoxe 7» (Ambiant Mix)               | Bruce Keen, Bruno Mylonas          | 5:03     |  |
| 7.                                            | «Chronologie 4» (Tribal Trance Mix)      | Jamie Peter / Mezcla por: Al Stone | 5:37     |  |
| 8.                                            | «Magnetic Fields 2» (Magnetmix)          | Bruno Mylonas, Thierry Leconte     | 4:10     |  |
| 9.                                            | «Chronologie 6» (Slam Mix 1)             | Slam / Mezcla por: Calum Maclean   | 8:05     |  |
| 10.                                           | «Calypso» (Latino Mix)                   | Bruno Mylonas                      | 7:13     |  |